# Hugo Bonneval
Pour les articles homonymes, voir Bonneval.

a Compétitions nationales et continentales officielles uniquement.

b Matchs officiels uniquement.
Dernière mise à jour le 3 mai 2023.
Hugo Bonneval, né le 19 novembre 1990 à Toulouse, est un joueur international français de rugby à XV évoluant principalement au poste d'arrière et pouvant également jouer au poste d'ailier.
Avec le Stade français, il devient champion de France en 2015 et remporte le Challenge européen en 2017.

## Biographie

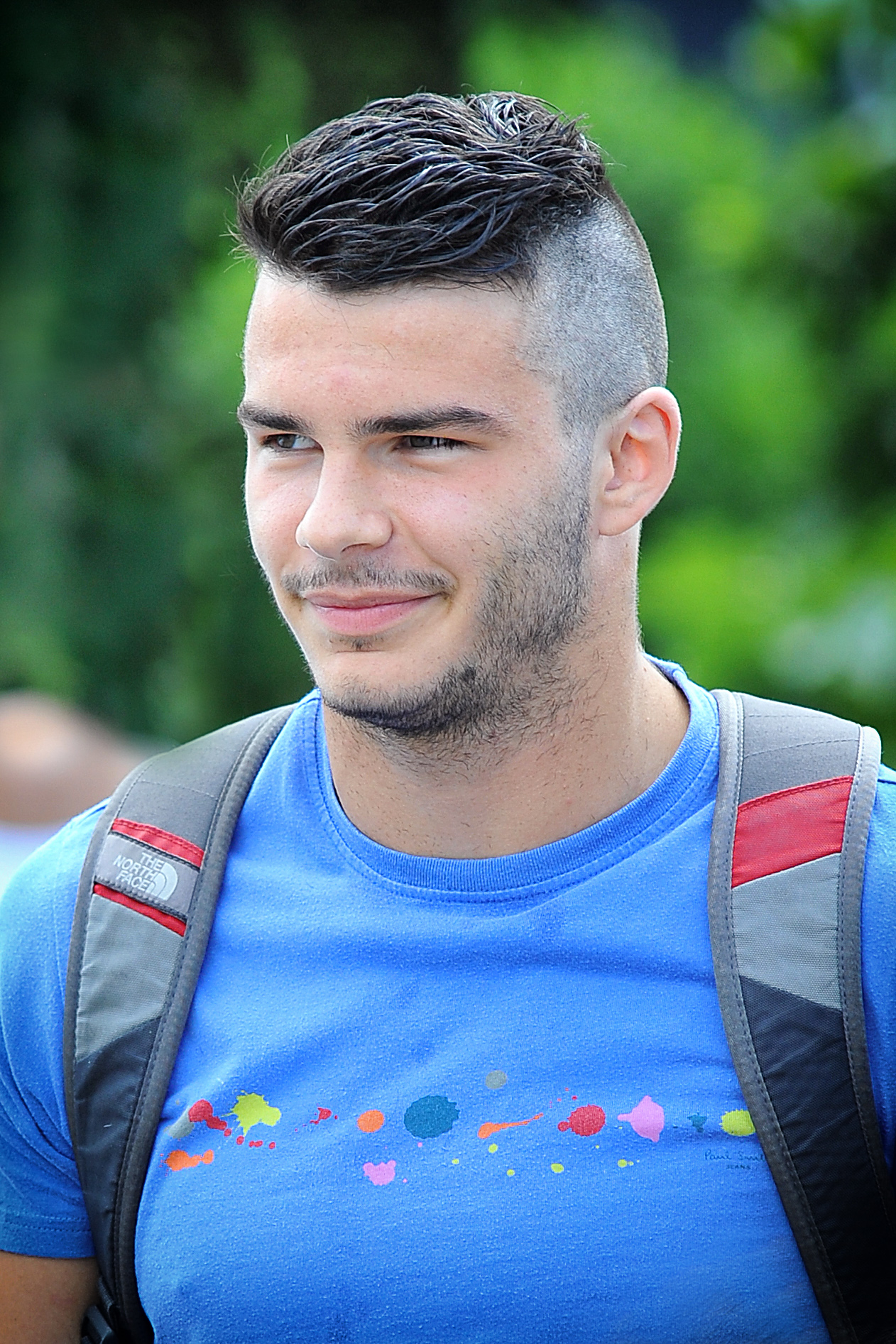
Arthur Bonneval est le demi frère d'Hugo, il évolue avec le CA Brive et avec l'équipe de France de rugby à sept, au poste d'ailier.

Il est le fils d'Éric Bonneval, ancien international français (18 sélections en équipe de France) de rugby à XV. Son demi-frère, Arthur Bonneval joue au CA Brive.
Hugo habitait à Vanves, dans les Hauts-de-Seine, mais choisit le Stade français comme club formateur plutôt que le Racing Métro 92. Il allait d'ailleurs au lycée dans le 16e arrondissement, en face du Stade Jean-Bouin.
Depuis 2014, il est le compagnon de l'ancienne joueuse de tennis Tatiana Golovin, avec qui il a deux enfants.
Il est membre du club des Champions de la Paix, un collectif de plus de 90 athlètes de haut niveau créé par Peace and Sport, organisation internationale basée à Monaco sous le Haut Patronage de S.A.S. le Prince Albert II. Ce collectif d’athlètes internationaux de haut-niveau, œuvre pour faire du sport un outil de dialogue et de cohésion sociale.

## Carrière

### En club

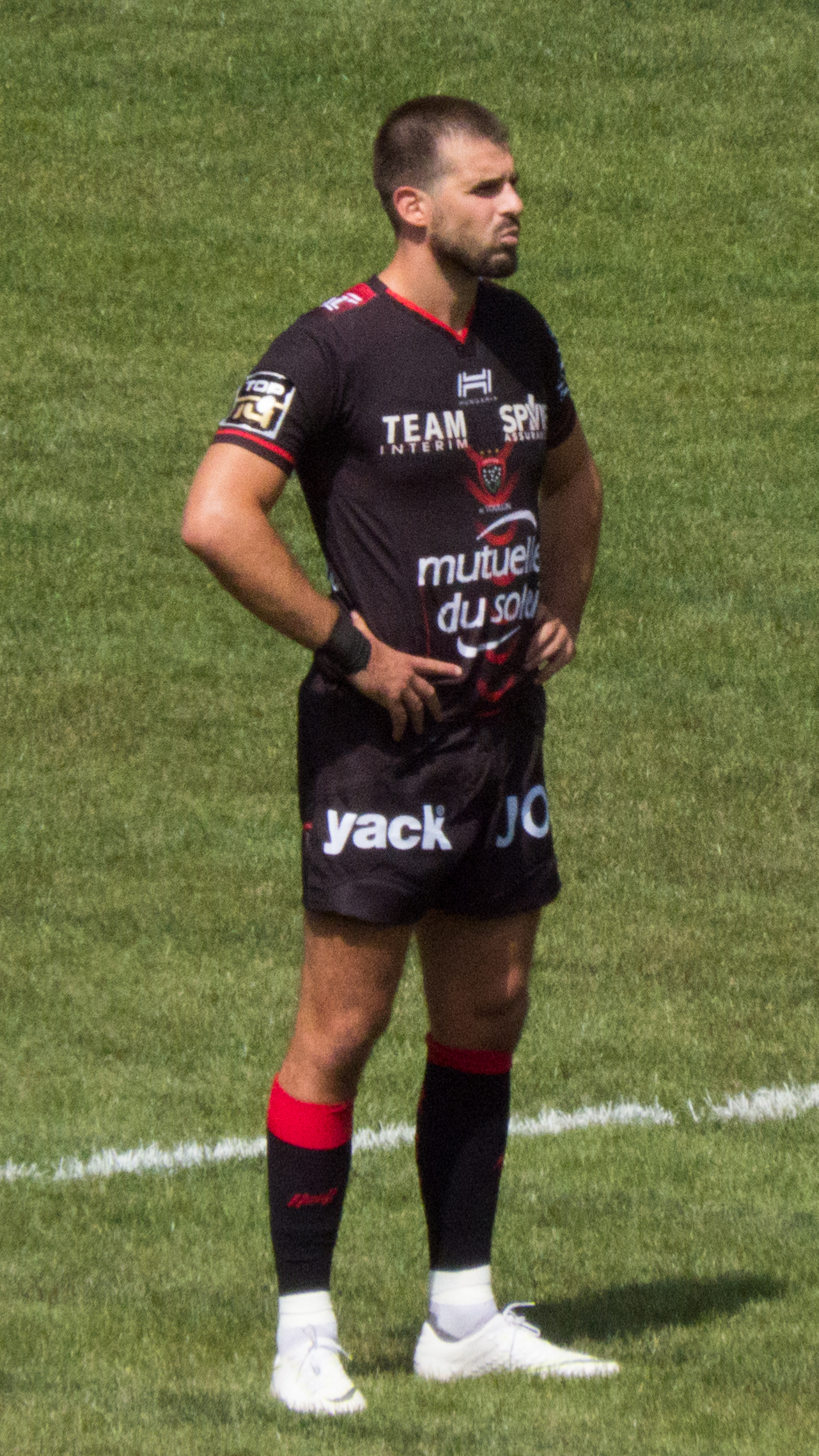
Hugo Bonneval porte les couleurs du RC Toulon à partir de 2017, ici en 9 2018.

Hugo Bonneval a été formé et évolue en équipe première du Stade français depuis la saison 2009-2010. Au 30 juin 2017, Hugo Bonneval compte 110 apparitions avec le Stade français Paris lors desquelles il a inscrit 122 points dont 23 essais.
En raison de son jeune âge, il ne jouera pas jusqu'en 2012-2013. Cette saison, avec la concurrence de l'ancien catalan Jérôme Porical, le jeune Bonneval prend de l'importance (14 matchs de Top 14 et un essai, 6 matchs de Challenge Européen et 4 essais) dans ce groupe pour devenir le titulaire indiscuté la saison suivante, sous le management de Gonzalo Quesada, avec 19 matchs de Top 14 et deux de Challenge Européen.
En juin 2012, il participe à la tournée des Barbarians français au Japon pour jouer deux matchs contre l'équipe nationale nippone à Tokyo. Les Baa-Baas l'emportent 40 à 21 puis 51 à 18. En novembre 2012, il est de nouveau sélectionné avec les Barbarians français pour affronter le Japon au Stade Océane du Havre. Les Baa-Baas l'emportent 65 à 41.
Le 21 novembre 2016, le Rugby club toulonnais annonce sa signature pour une durée de 3 ans à compter de la saison 2017-2018.
En juillet 2020, il s'engage pour une saison en faveur de la Section paloise. Il joue son premier match avec la Section paloise le 11 octobre 2020 en tant que titulaire contre Lyon. Au terme de son contrat le 30 juin 2021, il décide de partir  aux Etats-Unis, à Miami, pour une nouvelle réathlétisation, après sa dernière opération. Il est finalement déclaré inapte à la pratique du rugby et doit mettre un terme à sa carrière, à 32 ans.

### En sélection
Il a été international français - de 19 ans, puis - de 21 ans.
Il connaît sa première sélection en équipe de France, lors du Tournoi des Six Nations le 9 février 2014 contre l'Italie. Lors de ce match, l'équipe de France remporte le match sur le score de 30 à 10, où il marque un essai. Il rejouera contre le Pays de Galles, puis sera convoqué pour la tournée en Australie, où il jouera deux matchs.
Le 21 juin, lors du 3e test-match perdu 39-13 par les Bleus, Hugo Bonneval se blesse au genou gauche à la 44e minute. Sa blessure est bien connue, étant donné que Frédéric Michalak, un jeune titulaire du Stade Toulousain à l'époque, l'avait également contractée ; c'est une rupture des ligaments croisés. Alors que l'on avait diagnostiqué son retour au bout de 7 mois, Hugo Bonneval manquera l'appel des joueurs pour la Coupe du Monde 2015, les phases finales et même le titre du Stade français (12-06 face à ASM Clermont Auvergne). Il se refusera même à toucher le Bouclier de Brennus pour célébrer le titre.
Il réintègre l'équipe de France lors du Tournoi des Six Nations 2016 puis de la tournée d'été 2016 en Argentine. Il marque alors deux essais en quatre matchs.
Après plus d'un an d'absence, il est de nouveau sélectionné en équipe de France pour jouer le 14 novembre 2017 contre les All Blacks au Groupama Stadium. Ce match qui se déroule sans les principaux joueurs de l'équipe de France ne compte pas comme une sélection officielle. Il ne retrouve la sélection que lors du dernier match de la tournée, contre le Japon.
Après sa nomination, Jacques Brunel l'appelle pour pallier le forfait de Brice Dulin, à l'approche du Tournoi des Six Nations 2018. Titulaire contre l'Italie, à l'arrière, il marque un essai.
Sélectionné pour la tournée en Nouvelle-Zélande en juin 2018, il ne joue pas avec l'équipe de France mais rejoint les Barbarians français lors de la dernière semaine pour affronter les Highlanders à Invercargill. Il est titularisé à l'aile mais les Baa-baas s'inclinent 29 à 10 à Invercargill.

## Statistiques

### En équipe nationale
Au 30 juin 2018, Hugo Bonneval compte 12 sélections dont 11 en tant que titulaire, depuis sa première sélection le 9 février 2014 face à l'Italie. Il inscrit 20 points, 4 essais.
Il participe à deux éditions du Tournoi des Six Nations, en 2014 et 2016. Il dispute quatre rencontres et inscrit dix points. Il est également convoqué par Guy Noves pour disputer les deux tests matches en Argentine en juin 2016. Il inscrit un essai lors de la victoire des Bleus 27-0.
| Essai | Adversaire | Lieu                             | Stade                        | Compétition             | Date            | Résultat |
| ----- | ---------- | -------------------------------- | ---------------------------- | ----------------------- | --------------- | -------- |
| 1     | Italie     | Paris, France                    | Stade de France              | Tournoi des Six Nations | 9 février 2014  | 30-10    |
| 2     | Italie     | Paris, France                    | Stade de France              | Tournoi des Six Nations | 6 février 2016  | 23-21    |
| 3     | Argentine  | San Miguel de Tucumán, Argentine | Stade Monumental José Fierro | Tournée d'été           | 25 juin 2016    | 0-27     |
| 4     | Italie     | Marseille, France                | Orange Vélodrome             | Tournoi des Six Nations | 23 février 2018 | 34-17    |

## Palmarès
- Vainqueur du Championnat de France en 2014-2015
- Vainqueur du Challenge européen en 2017